# Wagyū
El Wagyū (和牛?) es una raza bovina originaria de Japón. El nombre proviene de los kanji 和 (wa, que significa "armonía" o, a veces en abreviaciones, "Japón") y 牛 (ushi o gyū, "vaca"/"vacuno"/"ternera"). El significado es, simplemente, "ganado japonés".
Su carne es muy apreciada por sus características de sabor, terneza y jugosidad, siendo utilizada para la preparación de platos gourmet de alto coste. Los cortes de wagyu se identifican por su intenso marmoleado, es decir, la infiltración de grasa en las fibras musculares, lo que entrega sus particulares atributos de sabor cuando es cocinada. Otra característica de esta raza es que su nacimiento y desarrollo sólo puede darse de manera natural en su lugar de nacimiento puesto que no tienen adaptación al cambio climático.[cita requerida]

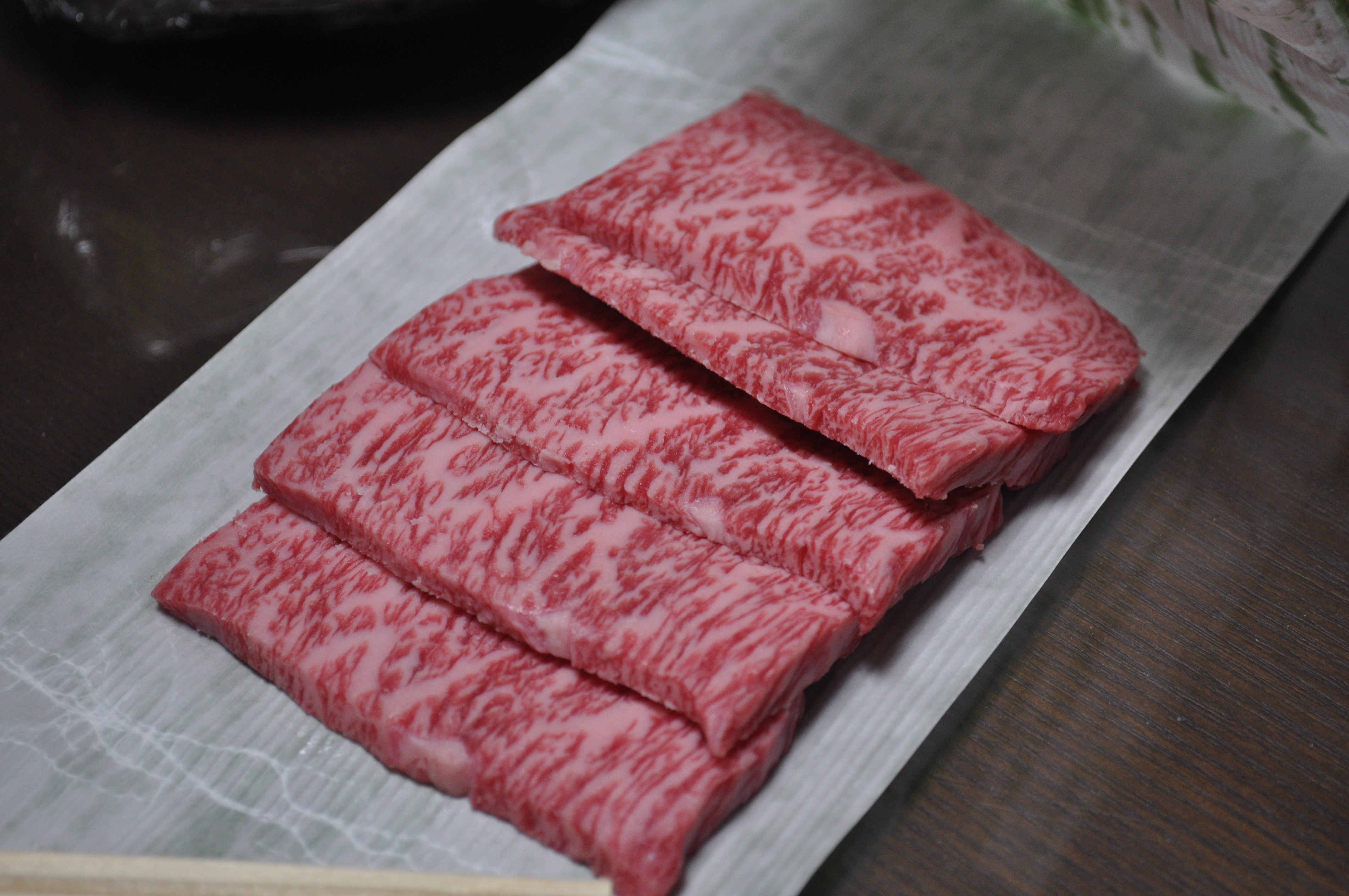
Carne ya fileteada del bovino japonés.

## Características
Existen cuatro tipos principales de Wagyu: japonesa negra, japonesa marrón, japonesa moteada y japonesa de cuernos cortos. Los nombres oficiales de estas razas japonesas incluyen: Tajima, Tottori, Shimane, Kochi y Kumamoto. Este proceso de selección hizo que los animales se adaptaran mejor a las largas jornadas de trabajo, donde evolucionó la estructura muscular, aumentando el número de células de grasa intramuscular. Evolución genética que se favoreció con el aislamiento de la raza en la isla por más de 200 años, periodo suficiente para que se fijaran genéticamente las características de intenso marmóreo y docilidad. 
Los linajes negros dominantes de Wagyu son: Tottori, Tajima, Shimane, y Okayama. Los ganados de Tajima, criados en la región de Tajima, fueron seleccionados originalmente por sus cuartos delanteros pesados, para ser empleados como medio de tracción para la preparación de áreas de cultivo. Tienden a ser más pequeños y con menos desarrollo muscular que la casta Tottori y por esto un nivel mayor de marmóreo. El ganado de Tottori, proveniente de la región Tottori. Fue seleccionado por su tamaño y fuerza de su línea dorsal, debido a que eran utilizados como animales de carga y transporte de granos
La línea de ganado Wagyu rojo fue desarrollada en la isla de Kyushu, dentro de esta casta existen dos estirpes distintas, Kochi y Kumamoto. Los animales Kochi tienen bastante influencia de las razas coreanas; mientras que la línea Kumamoto fue influenciada principalmente por la raza Simmental, por ello tiende a ser más musculosa que las demás líneas de la raza Wagyu.
El proceso de autenticación se realiza a través de la oficina japonesa de verificación de cadáveres. El gobierno japonés asigna a cada ganado un número de identificación de 10 dígitos para determinar si la carne Wagyu es auténtica.
La raza Wagyu presenta ciertas características que potencializan su capacidad productiva y de adaptación a los sistemas de producción en el trópico. A continuación se describe algunas de ellas.
Bajo peso al nacimiento: (28 / 30 Kg) facilitando las pariciones y problemas puerperales secundarios a distocias.
Fertilidad: las hembras ciclan antes de los doce meses de edad. Al mismo tiempo que los toros pueden servir un 50% más de hembras que los de cualquier otra raza.
Conversión de carne: se logra buena conversión alimenticia en pastoreo, en pastoreo suplementado y en confinamiento a base de granos; desarrollando intenso marmoreo. Cuando el Wagyu es cruzado con otra raza, esta hibridación potencializa la ganancia de peso y la calidad de la carne.
Docilidad: el Wagyu es extremadamente dócil y manso comparándolo con cualquier raza, lo que facilita la producción de grasa intramuscular y el trabajo de campo. Su cruza con otras razas transmitirá también esta característica.
Adaptación: se adapta a un gran rango de condiciones climáticas.
Peso: es un animal de porte pequeño a mediano, similar al de las razas europeas.
Valor económico: la hembra tiene igual valor comercial que el macho, se dice que las hembras desarrollan mayor marmóreo que los machos; aunque no se ha demostrado científicamente.
Pelaje y capa: puede tener pelaje negro o rojo siendo este último un gen recesivo como en la raza Angus.

## Distribución
Son originarias de Japón, y a partir de la intervención estadounidense fueron importados hacia Estados Unidos, Australia, Brasil, Uruguay, Chile, México, Argentina, Colombia,  Paraguay y España. 

### Japón
En Japón predomina el color negro y su población representa más del 90%.

### Estados Unidos
En 1976 los primeros toros Wagyu, dos Tottori negros y dos Kumamoto rojos, entraron en Estados Unidos. En 1993 dos machos y tres reses Tajima fueron importados y después en 1994 una mezcla de 36 reses Wagyu fueron importados de Japón. 
En Estados Unidos, se cruzó ganado Wagyu con ganado Angus para crear un cruce que fuera más fuerte y más apto a sobrevivir el clima de Estados Unidos. La cría de Wagyu purasangre en Japón generalmente se confina a graneros internos, mientras que en los Estados Unidos el ganado Wagyu se cría en prados abiertos.
Diseñada para imitar la dieta que recibían en Japón, al Wagyu en los Estados Unidos se le alimenta con una mezcla de maíz, alfalfa, cebada y paja de trigo.
Debido al cruce del ganado (Angus-Wagyu) y la denominación de origen del verdadero ganado Wagyu, la carne de Estados Unidos no se puede considerar como un verdadero corte Kobe, pues para ser un corte Kobe tiene que ser criado en Kobe, de Wagyu 100% y con ciertas exigencias más.
Wagyu Rojo: Con poca población en el mundo, pues fue desarrollado hace poco tiempo en Australia y Estados Unidos; ha sido seleccionado para producir en pasturas con suplementación y en confinamiento, se adapta a climas subtropicales y tropicales; ideal para el cruzamiento con razas británicas, continentales y razas índicas, pues se logra buen desempeño productivo y excelente calidad de carne.

### Chile
En ciertas regiones del país marcadas por los valles, prados y ríos como entornos naturales primarios se están criando animales puros en situaciones ideales de control sanitario y calidad cárnica. 
Debido a su alimentación y al bajo estrés que presentan los bueyes al pastar en esos entornos climáticos el marmoleado y la calidad de la carne resulta excepcional.

### España
En Extremadura se cría ganado wagyu en la provincia de Cáceres (Santibáñez, Torrejoncillo) y pasta en la dehesa. Incluso se ha llegado a conseguir el cruce entre razas autóctonas (retinta, morucha) con buenos resultados. Se están elaborando también embutidos y jamones de esta raza. También se crían ejemplares de wagyu en la localidad de Vizmalo en Burgos. En Orgaz (provincia de Toledo) hay ganaderías dedicadas a estas razas japonesas. En la localidad de Moraleja y en Jaraiz de la Vera, en Cáceres, hay dos criaderos de terneros wagyu, uno en cada localidad. En Sotosalbos, Segovia, existe otra ganadería. También en Aranjuez,  (Madrid), en Omoño (Cantabria) y en Santa María del Camí (Palma de Mallorca). 
En España, aun existiendo ganadería wagyu local, se importa la carne Kōbe, una carne que está sellada y certificada por el Gobierno Japonés, como producción desde ganadería local,  siguiendo los métodos japoneses de cría del ganado vacuno. 
La Asociación Wagyu España agrupa a varios productores y es donde se lleva a cabo el registro genético que mantiene la pureza de la raza fuera de Japón.

## Carne de Kobe

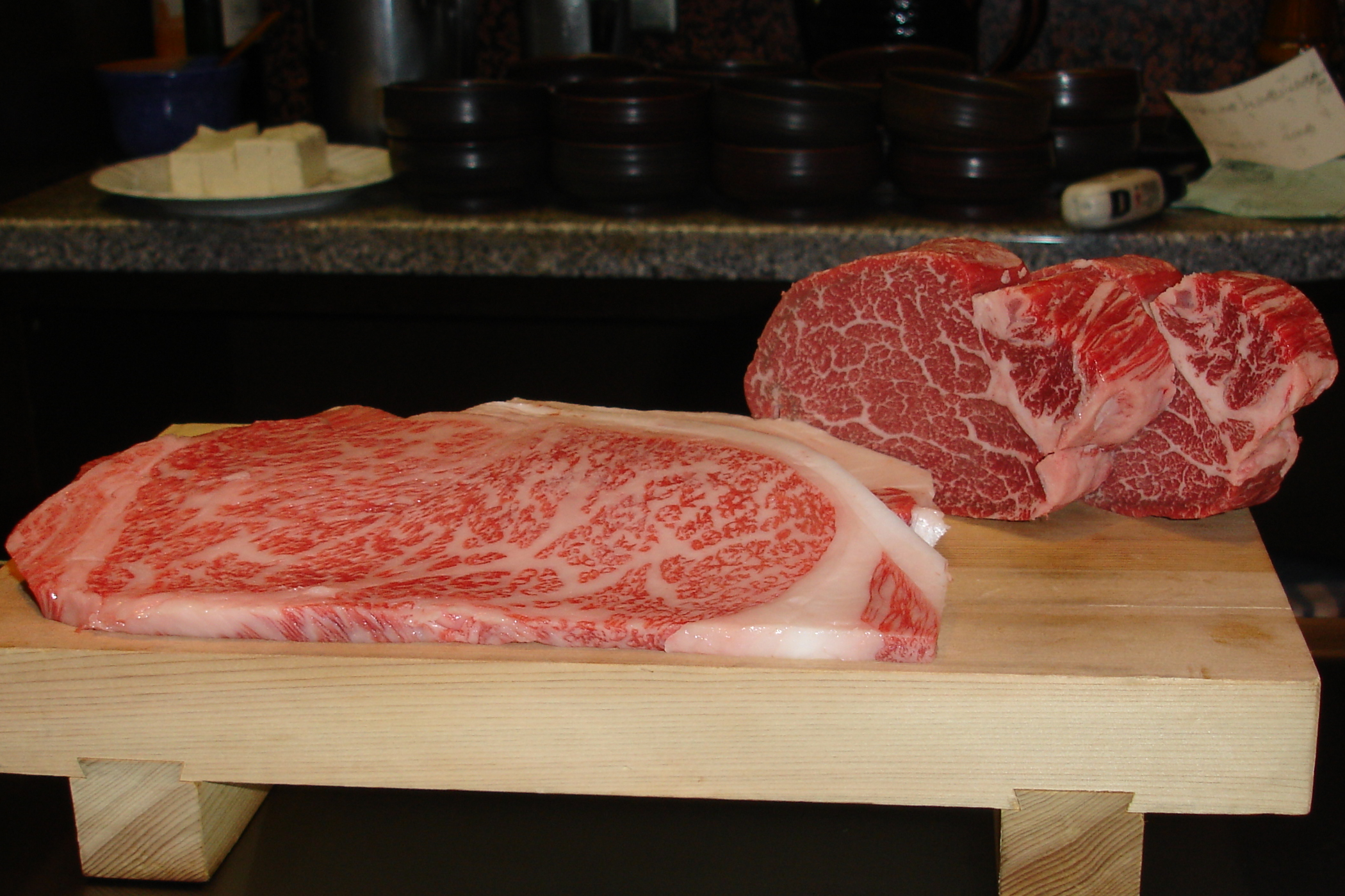
Carne de Kobe

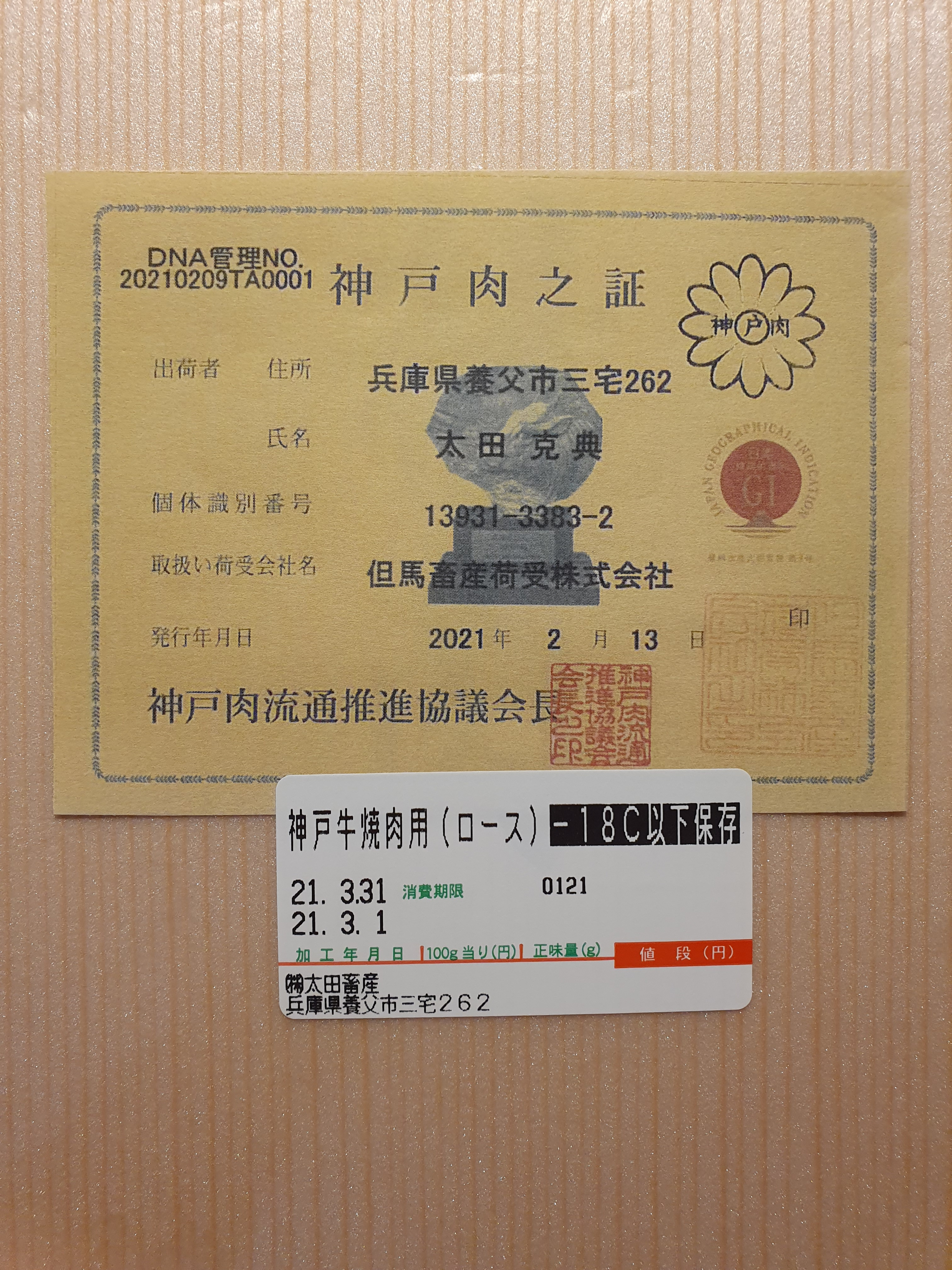
Certificado de autenticación Carne de Kobe

El término "filete de Kobe" se originó entre los extranjeros que llegaron y se establecieron por primera vez en Kobe, desde el período Meiji (1868-1912) en adelante, después de que Kobe se convirtiera en el primer puerto de Japón abierto al comercio exterior a partir del 1 de enero de 1869. A partir de ahí, la noticia de la carne se extendió rápidamente hacia el oeste. 
La carne de Kobe es considerada por los expertos como la mejor carne del mundo y es muy cara. Por eso el término "carne de kobe" también se utiliza mucho con fines de marketing. Gran parte de la carne que se ofrece bajo esta denominación en Occidente no es auténtica carne de res de Kobe, pero todavía se vende como si fuera auténtica. Por tanto, no basta con que el animal sea de raza bovina Wagyū. También debe ser criado a partir de ganado Tajima genuino en Tajima, donde todos los animales se prueban genéticamente y la carcasa se clasifica según un estándar después del sacrificio. Los animales que cumplen con el estándar son autorizados como carne de res de Kobe y se les estampa el logotipo especial en cuatro lugares, después de lo cual se emite un "Certificado de autenticidad de la carne de Kobe" para cada sacrificio. Por lo tanto, toda la carne de Kobe se puede rastrear desde el sitio web de Kobe Beef, mediante un código único de 10 dígitos que debe encontrarse en el paquete. Este código único se asigna a animales seleccionados en criaderos definidos mientras aún son terneros. El logo es un estilístico crisantemo japonés, no igual pero similar al escudo de armas de Japón y al Sello Imperial Japonés (que es el mismo). 